# John McCarthy (datavetare)

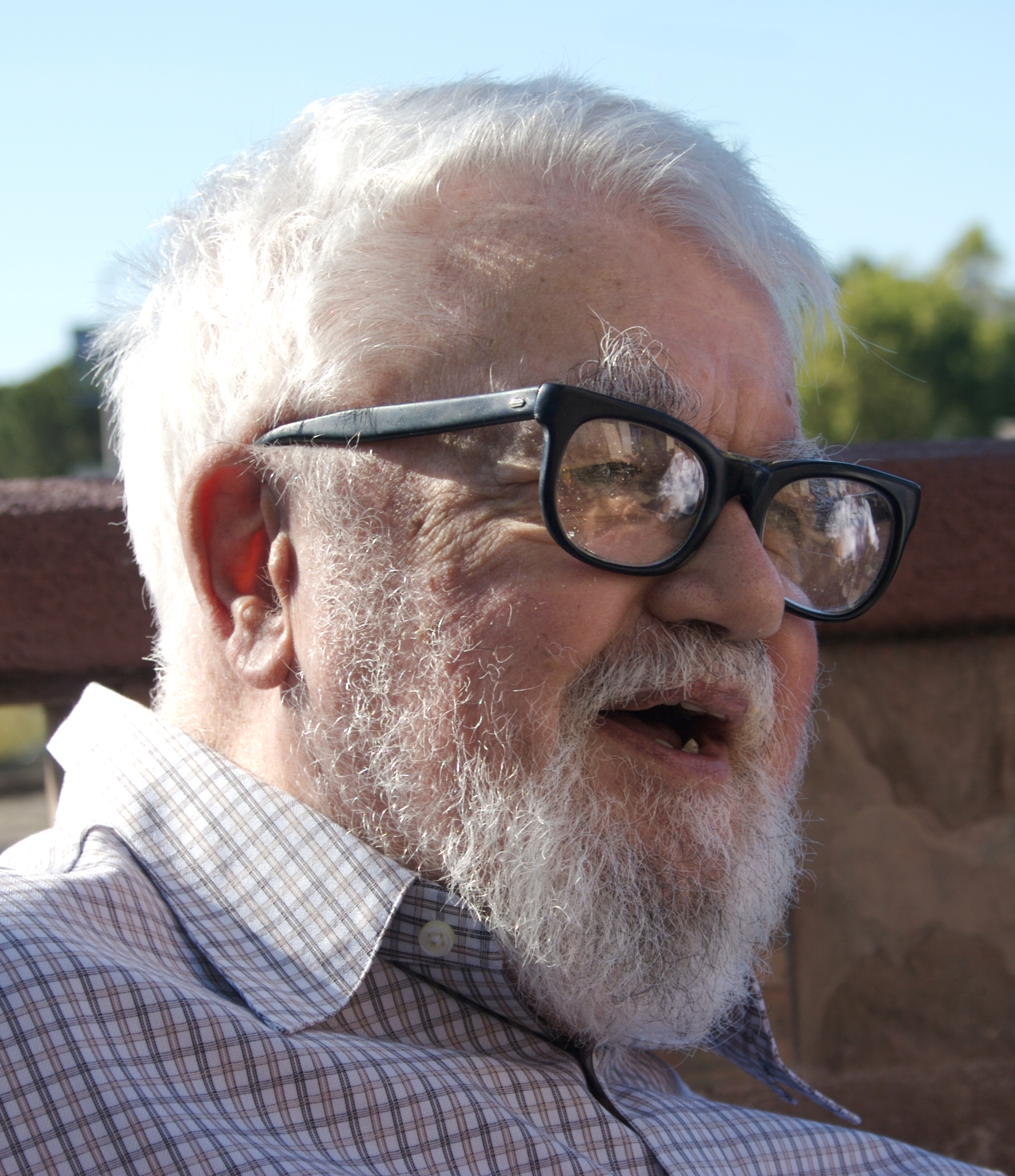
John McCarthy på en konferens 2006.

John McCarthy, född 4 september 1927 i Boston, Massachusetts, död 24 oktober 2011 i Stanford, Kalifornien, var en amerikansk datavetare och forskare inom artificiell intelligens samt skapare av programmeringsspråket Lisp. Han myntade begreppet "artificial intelligence" och var organisatör för Dartmouth-konferensen 1956. 